# Guvernare deschisă

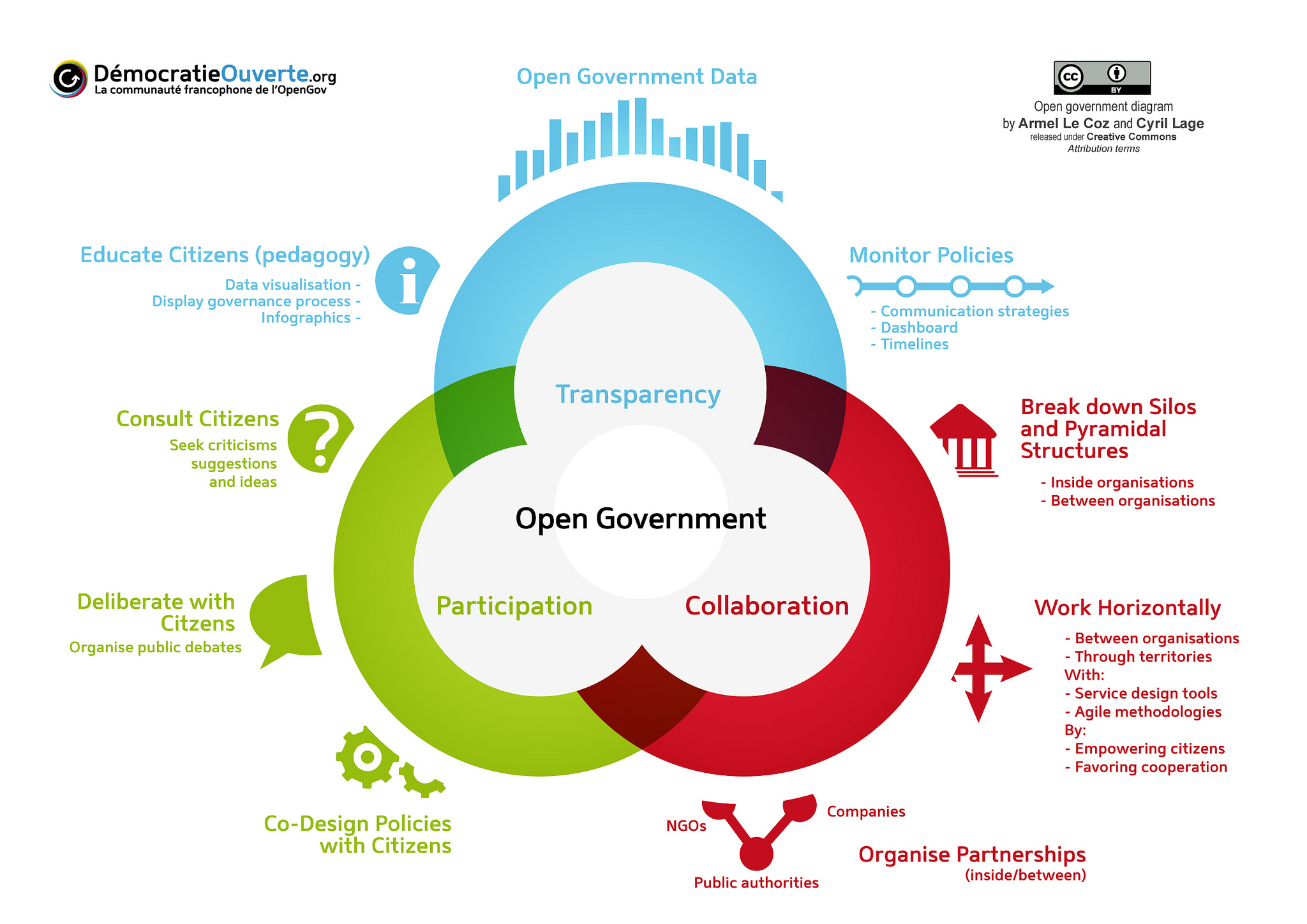
Diagrama democrației deschise

Guvernarea deschisă este un sinonim pentru deschiderea guvernului și a administrației către populație și economie. Acest lucru poate contribui la mai multă transparență, mai multă participare, o colaborare mai activă, mai multă inovație și o consolidare a preocupărilor comunității. În lumea anglo-saxonă, termenul „guvern deschis” (în engleză open government) s-a impus pentru acest proces, care este caracterizată în special de tehnologiile Web 2.0.
Termenul „guvernare deschisă” este folosit în primul rând ca termen colectiv pentru o întreagă gamă de concepte și viziuni diferite care tratează anumite fațete ale deschiderii statului și administrației. Acestea includ lucruri precum: 
- Deschidere și transparență
- Guvern 2.0 – Utilizarea tehnologiilor Web 2.0 în administrația publică
- Deschiderea societății
- Date deschise
- Bugetare participativă
- Acces deschis
- Standarde deschise și interfețe deschise (interoperabilitate)
- Software cu sursă deschisă
- durabilitate

Nu există încă o definiție general acceptată a termenului guvernare deschisă în știință. Johann Herzberg, de exemplu, presupune un model „în două etape” în ceea ce privește dezvoltarea termenului. Începând cu anii 1940, guvernarea deschisă a fost înțeleasă inițial în sensul transparenței acțiunii guvernamentale. Această înțelegere este importantă și astăzi, dar de la victoria electorală a lui Barack Obama ca președinte al SUA în 2008, guvernarea deschisă a fost din ce în ce mai înțeleasă în sensul interacțiunii cu cetățenii. Prin urmare, deschiderea înseamnă capacitatea de a interacționa, iar capacitatea de a interacționa înseamnă în cele din urmă capacitatea de a învăța. Astăzi, o guvernare deschisă este de fapt înțeleasă ca fiind o guvernare care este capabilă de interacțiune și de învățare. Statul trebuie să coopereze mai strâns cu societatea civilă și mediul de afaceri pentru a dezamorsa problemele specifice de control și acceptare în sistemele politico-administrative actuale. Rezolvarea comună a problemelor politicii, afacerilor și societății civile poate fi descrisă cu sub-termenul „inovație deschisă”, care devine astfel conceptul central de implementare al discursului actual de guvernare deschisă. În sensul unui discurs concurent, dar clar definit, este vorba întotdeauna despre chestiuni de reînnoire a democrației.
În ceea ce privește acest al doilea nivel – normativ – de discurs, se poate presupune că guvernarea deschisă este un „program politic de redefinire a teoriei și practicii statului în condițiile unei societăți conectate digital”. Abordarea poate fi înțeleasă în special ca „prima încercare serioasă de adaptare a sistemelor politico-administrative ale statelor naționale la transformarea socială care este în curs de ceva timp ca parte a conversiei tuturor sistemelor sociale la comunicarea pe internet”.